# 誘惑者
『誘惑者』（ゆうわくしゃ） は、1989年公開の日本映画である。 二重人格がテーマの作品。

## キャスト
- 篠原美也子：秋吉久美子
- 外村一彦：草刈正雄
- 吉井はるみ：原田貴和子
- 平出：磯部勉
- 新堀：内藤剛志
- 久保：芹明香
- バイクの少女：大寶智子
- 野田：金田明夫
- タクシー運転手：海一生
- 刑事：諏訪太朗
- ビル警備員：榎木兵衛
- 駐車場の守衛：織本順吉
- 図書館員：黒沢清
- 鏑木：石橋蓮司

## スタッフ
- 監督：長崎俊一
- 原案：長崎俊一、小川智子
- 脚本：中島吾郎
- 音楽：門倉聡
- 撮影監督：渡部眞
- 美術：金田克美
- 録音：山田均
- 照明：渡辺昭夫
- 編集：奥原好幸
- カースタント：タカハシレーシング
- MA：アオイスタジオ
- 現像：IMAGICA
- スタジオ：にっかつ撮影所
- 企画：村上光一、堀口壽一
- プロデューサー：鎌田敏郎、佐々木啓、河井真也
- 製作：フジテレビジョン